# 京丹後市
京丹後市（日语：／ Kyōtango shi */?）是位於日本京都府最北端的城市，轄區涵蓋丹後半島西半側，西部沿海地區屬於山陰海岸國立公園，東部沿海屬於丹後天橋立大江山國定公園，內陸部分則多為海拔400至600公尺的山區。
由於過去屬於丹後國範圍，在2004年成立時便以京都府的「京」為開頭，加上「丹後」做為新市名。

## 人口
| 京丹後市人口分布圖 |                                                 |  |
| 京丹後市與日本全國年齡別人口分布比較圖 （2005年資料） | 京丹後市的年齡、男女別人口分布圖 （2005年資料） |  |
| ■紫色是京丹後市 ■綠色是全国 | ■藍色是男性 ■紅色是女性                         |  |
| 京丹後市人口變化 \| 1970年 \| 75,187人 \| \| \| 1975年 \| 74,494人 \| \| \| 1980年 \| 72,966人 \| \| \| 1985年 \| 71,548人 \| \| \| 1990年 \| 69,085人 \| \| \| 1995年 \| 67,208人 \| \| \| 2000年 \| 65,578人 \| \| \| 2005年 \| 62,723人 \| \| \| 2010年 \| 59,038人 \| \| \| 2015年 \| 55,054人 \| \| \| 2020年 \| 50,860人 \| \| |                                                 |  |
| 資料來源：日本總務省統計中心提供之人口普查數據 |                                                 |  |
| 1970年 | 75,187人                                        |  |
| 1975年 | 74,494人                                        |  |
| 1980年 | 72,966人                                        |  |
| 1985年 | 71,548人                                        |  |
| 1990年 | 69,085人                                        |  |
| 1995年 | 67,208人                                        |  |
| 2000年 | 65,578人                                        |  |
| 2005年 | 62,723人                                        |  |
| 2010年 | 59,038人                                        |  |
| 2015年 | 55,054人                                        |  |
| 2020年 | 50,860人                                        |  |

## 歷史
由於轄內已發現有多個包括網野銚子山古墳、神明山古墳推測建於4世紀至5世紀期間的古墳，日本的歷史學者門脇禎二曾提出在這時期本地或許有獨立於大和王權之外的丹後王國存在，著到6世紀大和王權勢力進入出雲時，才一併消滅丹後王國。
整個京丹波市轄區在令制國時代皆屬於丹後國，分屬中郡、竹野郡、熊野郡三郡，另外在東部有部分區域屬於與謝郡，其中現在的峰山町丹波地區在8世紀開始成為丹後國的中心。
在西元8世紀編撰完成的丹後國風土記中曾出現日本最早關於浦島太郎及羽衣傳說的故事。
在14世紀末之後，隨整個丹後國成為一色氏的勢力範圍，16世紀末織田信長派長岡藤孝進攻丹後國後，一色氏臣服於織田信長，雖然丹後國南半部成為長岡藤孝的領地，但位於北半部的此區域仍屬一色氏所轄。1582年一色氏在本能寺之變後加入明智光秀一方，於明智光秀戰敗後隨之一同滅亡。1600年關原之戰後，京極高知領有整個丹後國，但在1622年京極高知過世後，將丹後國劃為三分，交給三位兒子分別成立宮津藩、丹後田邊藩和峰山藩；此後現在京丹波市的南部區域屬於峰山藩，北部屬於宮津藩，西部屬於幕府直轄領，設有久美濱代官所。
在江戶時代結束後，這些區域曾先後分屬府中裁判所、久美濱縣、峰山縣、宮津縣，直到1871年全數被整併到豐岡縣，1876年第二次府縣整併中，豐岡縣被廢除，原屬丹後國的區域包括現在的京丹後市轄區被改劃入京都府。
1889年實施町村制，現在的京丹後市轄區在當時分屬：中郡峰山町、吉原村、五箇村、長善村、大野村、常吉村、三重村、五十河村、周枳村、河邊村、新山村、丹波村、竹野郡網野村、淺茂川村、濱詰村、木津村、鄉村、島津村、鳥取村、吉野村、溝谷村、深田村、德光村、八木村、間人村、竹野村、上宇川村、下宇川村、與謝郡野間村、熊野郡久美濱村、久美谷村、川上村、海部村、上佐濃村、下佐濃村、田村、神野村、湊村，共1町37村。
經歷多次整併後及1950年代的昭和大合併之後，這38個行政區劃被整併為峰山町、大宮町、網野町、彌榮町、丹後町、久美濱町，共6個町。
在21世紀初的平成大合併期間，這六個行政區劃於2004年4月1日再次合併，成為現在的京丹後市，京丹後市成立之初人口約67,000人，市政府設於原峰山町公所辦公大樓。

### 變遷表
| 1889年4月1日 | 1889年 - 1926年         | 1926年 - 1944年         | 1945年 - 1954年           | 1955年 - 1988年           | 1989年 - 现在               | 现在                        |
| ------------ | ----------------------- | ----------------------- | ------------------------- | ------------------------- | --------------------------- | --------------------------- |
| 峰山町       | 峰山町                  | 峰山町                  | 峰山町                    | 1955年1月1日 峰山町       | 2004年4月1日 合併為京丹後市 | 2004年4月1日 合併為京丹後市 |
| 丹波村       | 1918年7月1日 併入峰山町 | 峰山町                  | 峰山町                    | 1955年1月1日 峰山町       | 2004年4月1日 合併為京丹後市 | 2004年4月1日 合併為京丹後市 |
| 丹波村       | 丹波村                  |                         |                           | 1955年1月1日 峰山町       | 2004年4月1日 合併為京丹後市 | 2004年4月1日 合併為京丹後市 |
| 吉原村       |                         |                         |                           | 1955年1月1日 峰山町       | 2004年4月1日 合併為京丹後市 | 2004年4月1日 合併為京丹後市 |
| 五箇村       |                         |                         |                           | 1955年1月1日 峰山町       | 2004年4月1日 合併為京丹後市 | 2004年4月1日 合併為京丹後市 |
| 新山村       |                         |                         |                           | 1955年1月1日 峰山町       | 2004年4月1日 合併為京丹後市 | 2004年4月1日 合併為京丹後市 |
| 長善村       | 長善村                  | 長善村                  | 長善村                    | 1956年9月30日 併入峰山町  | 2004年4月1日 合併為京丹後市 | 2004年4月1日 合併為京丹後市 |
| 長善村       | 長善村                  | 長善村                  | 長善村                    | 1956年9月30日 併入大宮町  | 2004年4月1日 合併為京丹後市 | 2004年4月1日 合併為京丹後市 |
| 五十河村     | 五十河村                | 五十河村                | 五十河村                  | 1956年7月1日 併入大宮町   | 2004年4月1日 合併為京丹後市 | 2004年4月1日 合併為京丹後市 |
| 大野村       | 1892年3月5日 口大野村   | 1892年3月5日 口大野村   | 1951年4月1日 大宮町       | 1951年4月1日 大宮町       | 2004年4月1日 合併為京丹後市 | 2004年4月1日 合併為京丹後市 |
| 大野村       | 1892年3月5日 奧大野村   |                         | 1951年4月1日 大宮町       | 1951年4月1日 大宮町       | 2004年4月1日 合併為京丹後市 | 2004年4月1日 合併為京丹後市 |
| 常吉村       |                         |                         | 1951年4月1日 大宮町       | 1951年4月1日 大宮町       | 2004年4月1日 合併為京丹後市 | 2004年4月1日 合併為京丹後市 |
| 三重村       |                         |                         | 1951年4月1日 大宮町       | 1951年4月1日 大宮町       | 2004年4月1日 合併為京丹後市 | 2004年4月1日 合併為京丹後市 |
| 周樍村       |                         |                         | 1951年4月1日 大宮町       | 1951年4月1日 大宮町       | 2004年4月1日 合併為京丹後市 | 2004年4月1日 合併為京丹後市 |
| 河邊村       |                         |                         | 1951年4月1日 大宮町       | 1951年4月1日 大宮町       | 2004年4月1日 合併為京丹後市 | 2004年4月1日 合併為京丹後市 |
| 網野村       | 1904年1月1日 網野町     | 1904年1月1日 網野町     | 1950年4月1日 網野町       | 1950年4月1日 網野町       | 2004年4月1日 合併為京丹後市 | 2004年4月1日 合併為京丹後市 |
| 淺茂川村     | 1904年1月1日 網野町     | 1904年1月1日 網野町     | 1950年4月1日 網野町       | 1950年4月1日 網野町       | 2004年4月1日 合併為京丹後市 | 2004年4月1日 合併為京丹後市 |
| 濱詰村       |                         |                         | 1950年4月1日 網野町       | 1950年4月1日 網野町       | 2004年4月1日 合併為京丹後市 | 2004年4月1日 合併為京丹後市 |
| 木津村       |                         |                         | 1950年4月1日 網野町       | 1950年4月1日 網野町       | 2004年4月1日 合併為京丹後市 | 2004年4月1日 合併為京丹後市 |
| 鄉村         |                         |                         | 1950年4月1日 網野町       | 1950年4月1日 網野町       | 2004年4月1日 合併為京丹後市 | 2004年4月1日 合併為京丹後市 |
| 島津村       |                         |                         | 1950年4月1日 網野町       | 1950年4月1日 網野町       | 2004年4月1日 合併為京丹後市 | 2004年4月1日 合併為京丹後市 |
| 德光村       | 1925年12月1日 豐榮村    | 1925年12月1日 豐榮村    | 1925年12月1日 豐榮村      | 1955年2月1日 丹後町       | 2004年4月1日 合併為京丹後市 | 2004年4月1日 合併為京丹後市 |
| 八木村       | 1925年12月1日 豐榮村    | 1925年12月1日 豐榮村    | 1925年12月1日 豐榮村      | 1955年2月1日 丹後町       | 2004年4月1日 合併為京丹後市 | 2004年4月1日 合併為京丹後市 |
| 間人村       | 1921年1月1日 間人町     | 1921年1月1日 間人町     | 1921年1月1日 間人町       | 1955年2月1日 丹後町       | 2004年4月1日 合併為京丹後市 | 2004年4月1日 合併為京丹後市 |
| 竹野村       |                         |                         |                           | 1955年2月1日 丹後町       | 2004年4月1日 合併為京丹後市 | 2004年4月1日 合併為京丹後市 |
| 上宇川村     |                         |                         |                           | 1955年2月1日 丹後町       | 2004年4月1日 合併為京丹後市 | 2004年4月1日 合併為京丹後市 |
| 下宇川村     |                         |                         |                           | 1955年2月1日 丹後町       | 2004年4月1日 合併為京丹後市 | 2004年4月1日 合併為京丹後市 |
| 鳥取村       | 鳥取村                  | 1933年2月1日 彌榮村     | 1933年2月1日 彌榮村       | 1955年3月1日 彌榮町       | 2004年4月1日 合併為京丹後市 | 2004年4月1日 合併為京丹後市 |
| 吉野村       |                         | 1933年2月1日 彌榮村     | 1933年2月1日 彌榮村       | 1955年3月1日 彌榮町       | 2004年4月1日 合併為京丹後市 | 2004年4月1日 合併為京丹後市 |
| 溝谷村       |                         | 1933年2月1日 彌榮村     | 1933年2月1日 彌榮村       | 1955年3月1日 彌榮町       | 2004年4月1日 合併為京丹後市 | 2004年4月1日 合併為京丹後市 |
| 深田村       |                         | 1933年2月1日 彌榮村     | 1933年2月1日 彌榮村       | 1955年3月1日 彌榮町       | 2004年4月1日 合併為京丹後市 | 2004年4月1日 合併為京丹後市 |
| 野間村       |                         |                         |                           | 1955年3月1日 彌榮町       | 2004年4月1日 合併為京丹後市 | 2004年4月1日 合併為京丹後市 |
| 久美濱村     | 1894年11月24日 久美濱町 | 1894年11月24日 久美濱町 | 1894年11月24日 久美濱町   | 1955年1月1日 久美濱町     | 2004年4月1日 合併為京丹後市 | 2004年4月1日 合併為京丹後市 |
| 久美谷村     | 久美谷村                | 久美谷村                | 1951年4月1日 併入久美濱町 | 1955年1月1日 久美濱町     | 2004年4月1日 合併為京丹後市 | 2004年4月1日 合併為京丹後市 |
| 川上村       |                         |                         |                           | 1955年1月1日 久美濱町     | 2004年4月1日 合併為京丹後市 | 2004年4月1日 合併為京丹後市 |
| 海部村       |                         |                         |                           | 1955年1月1日 久美濱町     | 2004年4月1日 合併為京丹後市 | 2004年4月1日 合併為京丹後市 |
| 田村         |                         |                         |                           | 1955年1月1日 久美濱町     | 2004年4月1日 合併為京丹後市 | 2004年4月1日 合併為京丹後市 |
| 神野村       |                         |                         |                           | 1955年1月1日 久美濱町     | 2004年4月1日 合併為京丹後市 | 2004年4月1日 合併為京丹後市 |
| 湊村         |                         |                         |                           | 1955年1月1日 久美濱町     | 2004年4月1日 合併為京丹後市 | 2004年4月1日 合併為京丹後市 |
| 上佐濃村     | 上佐濃村                | 上佐濃村                | 1951年1月1日 佐濃村       | 1958年5月3日 併入久美濱町 | 2004年4月1日 合併為京丹後市 | 2004年4月1日 合併為京丹後市 |
| 下佐濃村     |                         |                         | 1951年1月1日 佐濃村       | 1958年5月3日 併入久美濱町 | 2004年4月1日 合併為京丹後市 | 2004年4月1日 合併為京丹後市 |

## 交通
轄內鐵路交通只有京都丹後鐵道宮豐線，各主要市區皆有通過，但在2015年以前並沒有以市名「京丹後」命名的車站，只有以2004年市町村合併前各舊町名，包括大宮町、峰山町、網野町、久美濱町名稱命名的車站，直到2015年，位於原大宮町的丹後大宮車站更名為京丹後大宮車站，才有以市名命名的鐵路車站。
客運則有經營整個丹後半島區域的丹後海陸交通的丹海巴士及京丹後市的市營巴士兩家業者。

### 鐵路
- 京都丹後鐵道（WILLER TRAINS）
  - 宮豐線：（←與謝野町） - 京丹後大宮車站 - 峰山車站 - 網野車站 - 夕日浦木津溫泉車站 - 小天橋車站 - 兜山車站 - 久美濱車站 - （豐岡市）

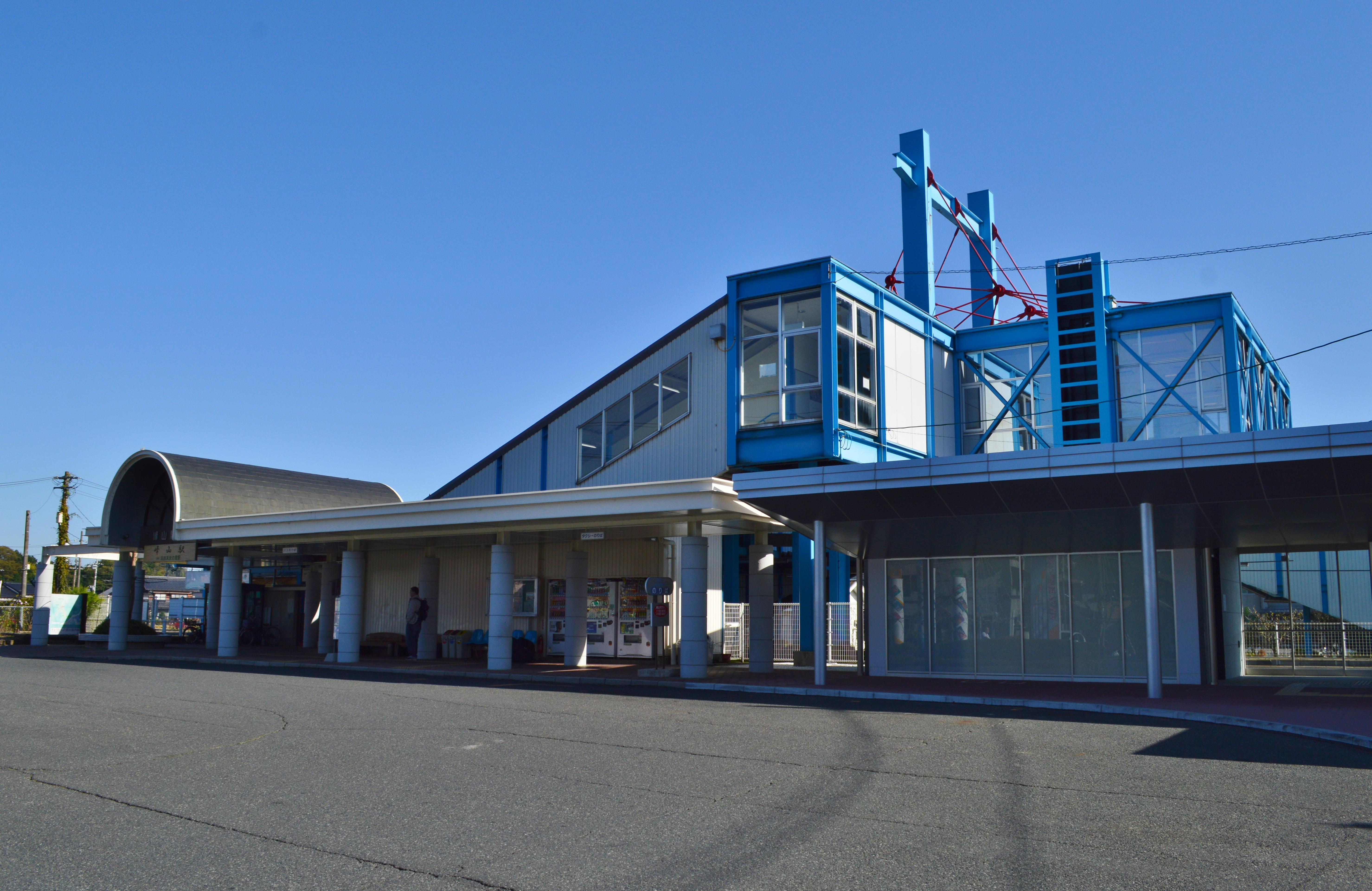
峰山車站
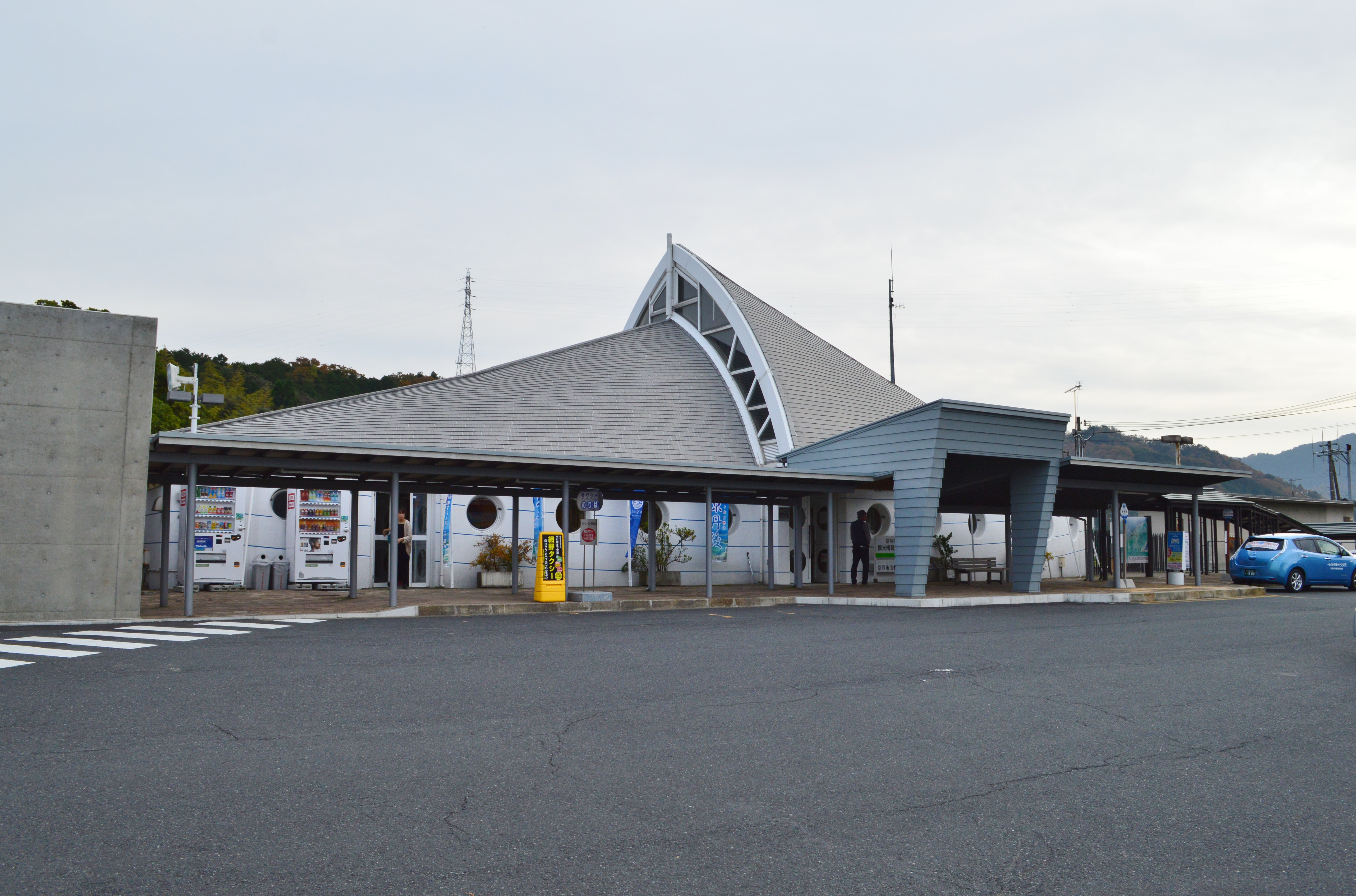
網野車站
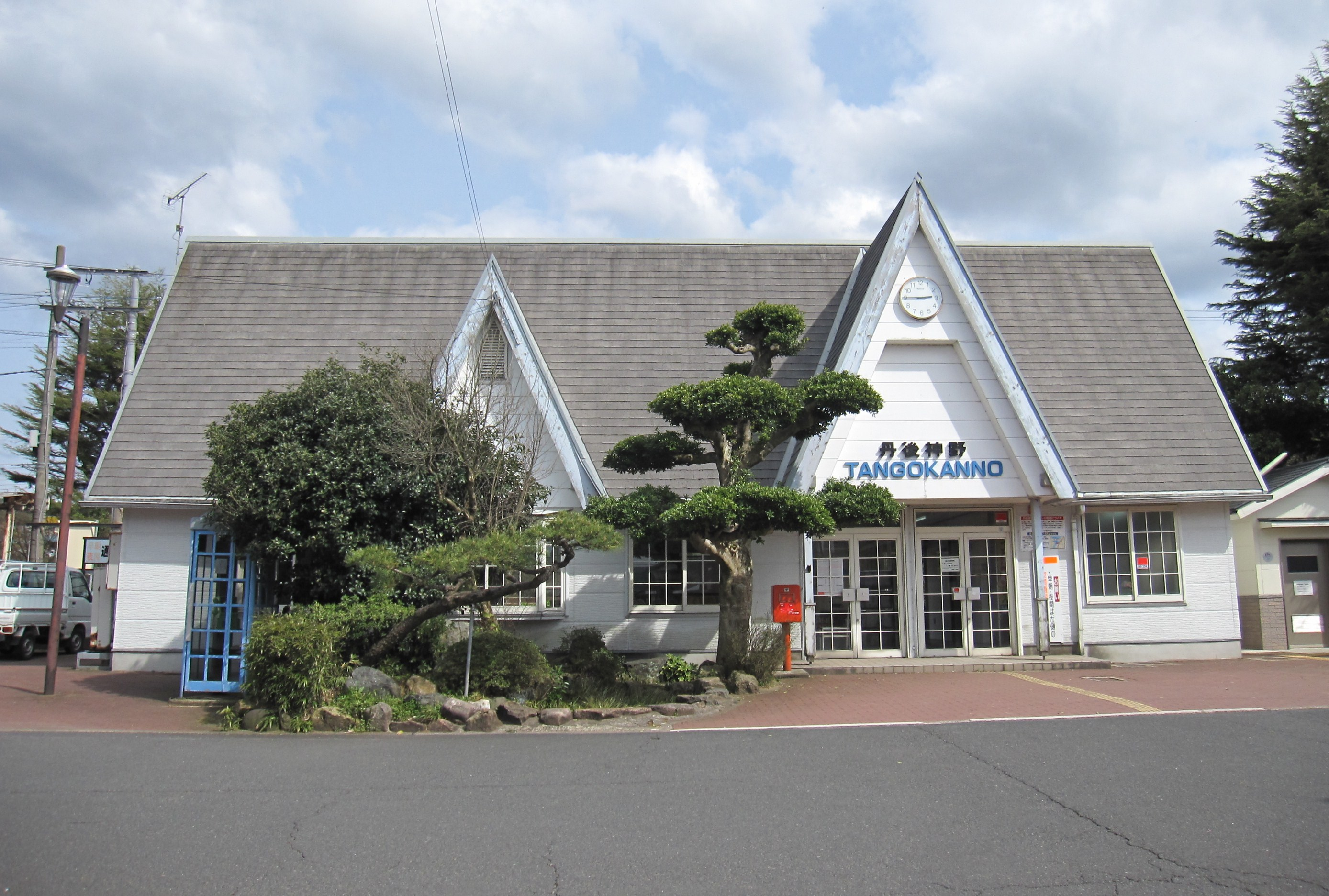
小天橋車站
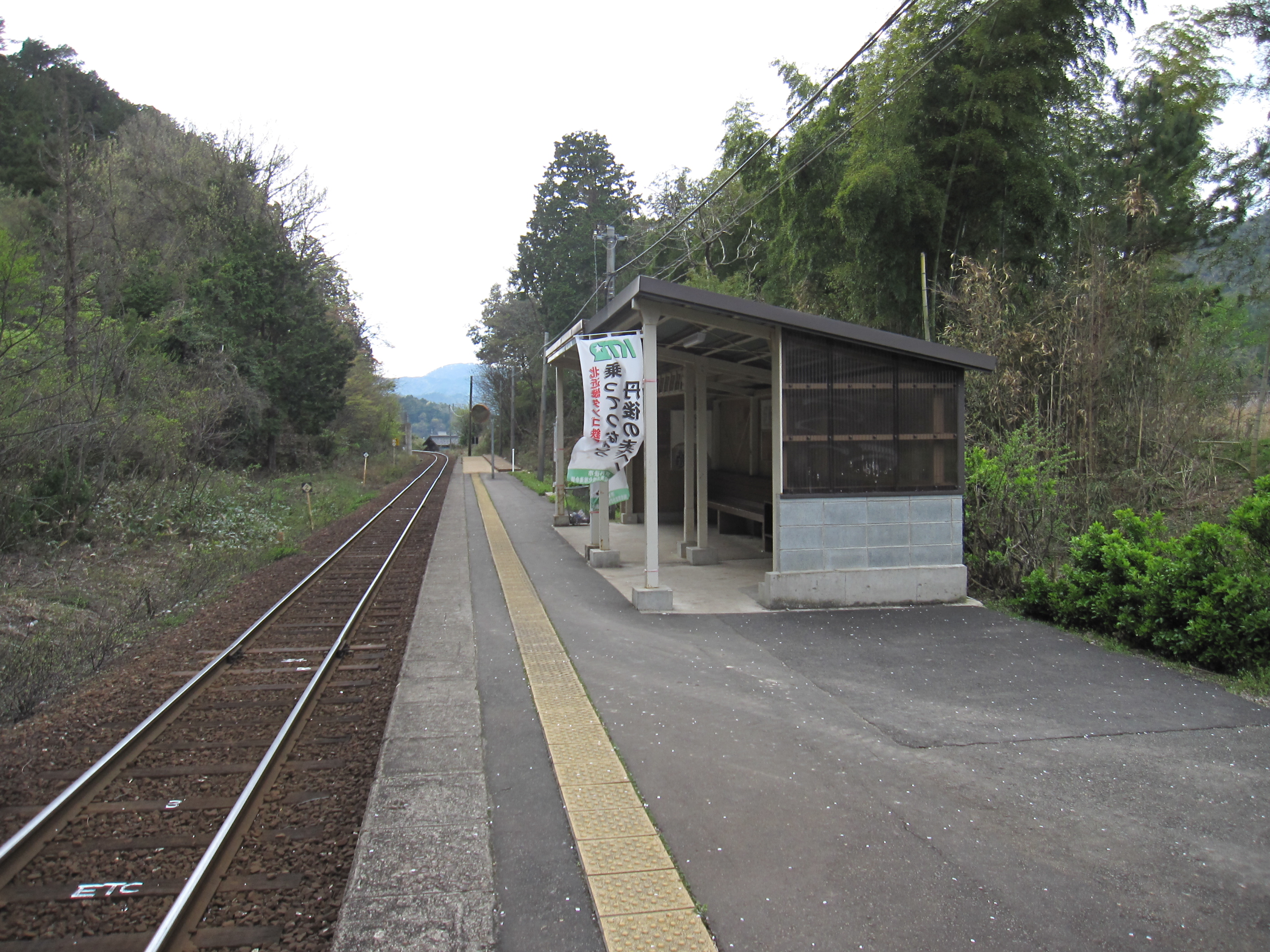
甲山車站
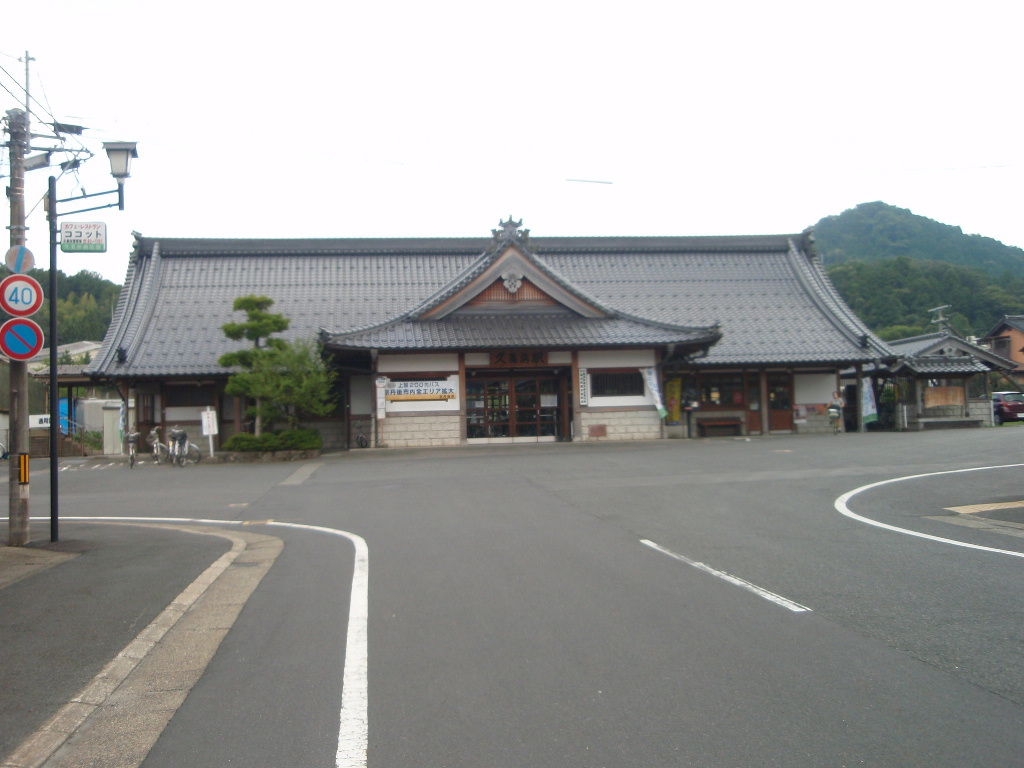
久美濱車站

## 觀光

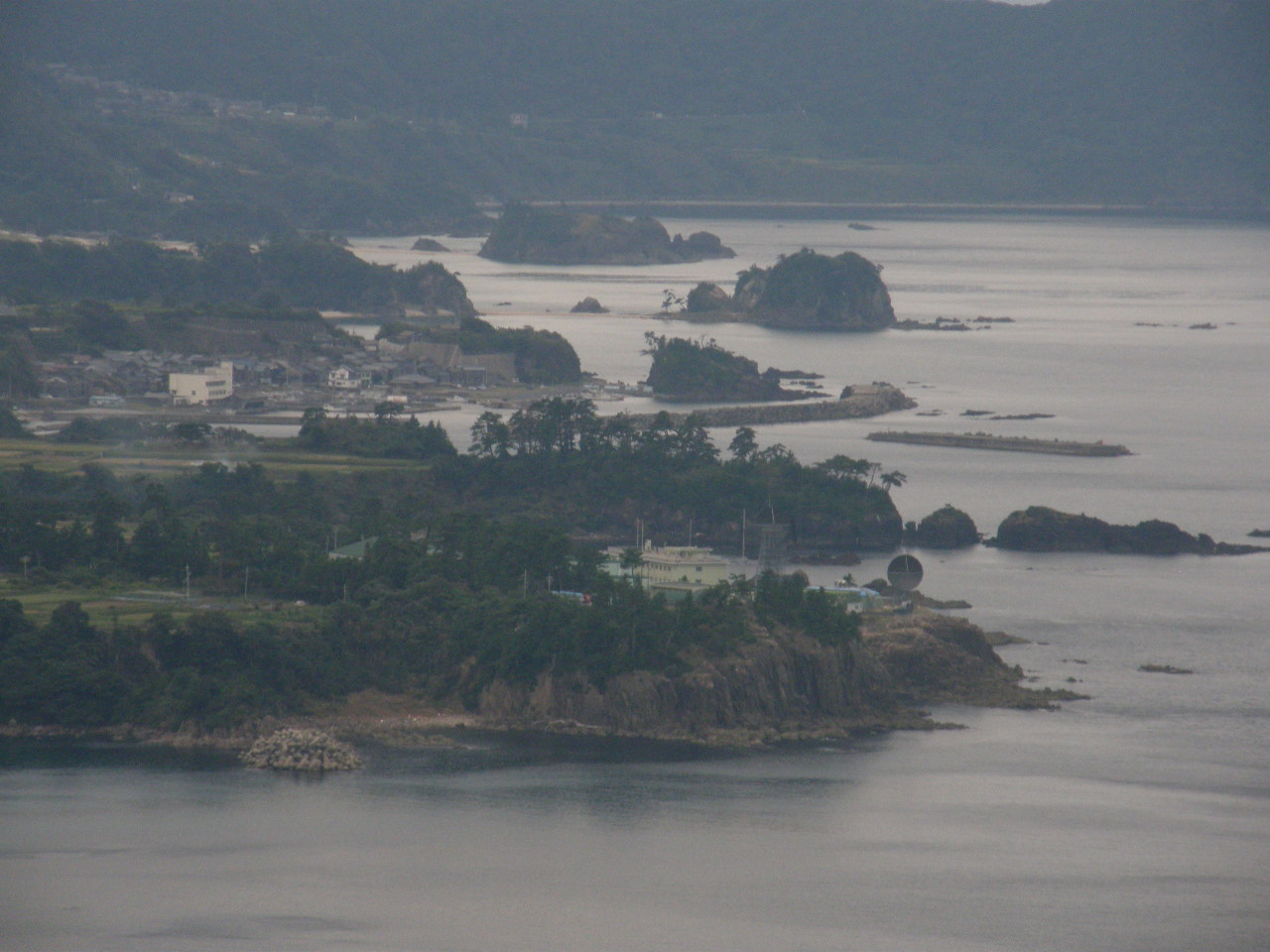
丹後松島

- 丹後松島：與日本三景之一「松島」擁有相似的景色，故被稱為「丹後松島」。
- 小天橋（日语：小天橋）：與日本三景之一「天橋立」相似的景觀。

## 教育

### 高等學校
- 京都府立峰山高等學校（日语：京都府立峰山高等学校）
  - 彌榮分校
- 京都府立網野高等學校（日语：京都府立網野高等学校）
  - 間人分校
- 京都府立久美濱高等學校（日语：京都府立久美浜高等学校）

## 醫療機關
- 京丹後市立彌榮醫院（日语：京丹後市立弥栄病院）
- 京丹後市立久美濱醫院（日语：京丹後市立久美浜病院）
- 丹後中央醫院（日语：丹後中央病院）
- 丹後鄉土醫院

## 姊妹、友好城市
日本
- 木津川市（京都府）：於2008年締結為友好都市。

海外
- 亳州市（中華人民共和國安徽省）：於2006年10月18日締結為姊妹都市。

## 本市出身之名人
- 井上謙二（摔跤選手；網野町）
- 岡井崇之（社會學學者、法政大學講師；丹後町）
- 岡本真也（職業棒球手；網野町）
- 木村次郎右衛門（史上最年长者的男人；丹後町）
- 京極高久（若年寄；峰山藩）
- 京極高備（若年寄；峰山藩）
- 京極高富（若年寄；峰山藩）
- グーフィー森（音樂製作人；網野町）
- 小池隆生（原JRA騎師；峰山町）
- 志水見千子（原田徑選手；網野町）
- 太川陽介（藝人；大宮町）
- 田中敏昭（原職業棒球手；網野町）
- 中邑真輔（新日本職業摔跤選手；峰山町）
- 中村とうよう（音樂評論家；峰山町）
- 成知由梨（藝人；丹後町）
- 野村克也（棒球監督、榮譽市民[6]；網野町）
- 濱田翔子（藝人；久美濱町）
- 浜田コウ（藝人；久美濱町）
- 平田好宏（Phiten社長；網野町）
- 平林初之輔（文藝評論家；彌榮町）
- 廣瀨新太郎（原職業棒球手；峰山町）
- UNCHAIN（歌手；峰山町）

## 外部連結
- （日語） 京丹後市政府的Facebook專頁
- （日語） YouTube上的京丹後市頻道
- （日語） 京丹後導航
  - （繁體中文） 京丹後導航
  - Template:Ja-cn 京丹後導航
- （日語） 海之京都觀光圈 （页面存档备份，存于）